# Günter Rommel
Günter Rommel (* 18. Juni 1956 in Stuttgart) ist ein deutscher Fußballtrainer. Er trainierte bis November 2009 die Frauenmannschaft des SC Freiburg in der 2. Fußball-Bundesliga.
Rommel ist ausgebildeter Gymnasiallehrer für Sport, Geografie und Geschichte. Nach seiner Karriere als Amateurfußballer war er von 1983 bis 1990 Jugendtrainer beim VfB Stuttgart und den Stuttgarter Kickers. 1986 erwarb er die A-Trainer-Lizenz. Von 1990 bis 1995 war er Sportlicher Leiter beim TSF Ditzingen, von 1999 bis 2001 war er Co-Trainer der Stuttgarter Kickers und dort auch Jugendkoordinator. 2001 bis 2005 trainierte er den SC Pfullendorf.
Von Januar 2006 bis Januar 2008 war er Trainer des Frauen-Bundesligisten VfL Sindelfingen. Im September 2008 übernahm er dieselbe Aufgabe beim SC Freiburg.